# Jan Gerrit Hulleman
Jan Gerrit Hulleman (auch: Janus Gerardus Hulleman; * 14. April 1815 in Utrecht; † 30. Mai 1862 in Leiden) war ein niederländischer Literaturwissenschaftler.

## Leben
Jan Gerrit Hulleman war der Sohn von Hendrik Jan Hulleman und Johanna Geertruij Merxlo. Er hatte das Gymnasium Hieronymianum seiner Geburtsstadt besucht. Bereits als Schüler des Gymnasiums hatte er sich am 23. Juli 1832 an der Universität Utrecht immatrikuliert, am 19. September 1832 verließ er mit der Abschiedsrede de Dione Syracusano, qui post infractum a se Dionysiorum tyrannidem foeda proditione periit das Gymnasium und begann unter Philipp Wilhelm van Heusde und Antonie van Goudoever ein Studium der Literatur. Nachdem er am 29. Juni 1835 Kandidat der Literatur geworden war, verteidigte er 1836 die Abhandlung Ex antiquae poëticae principiis, atque ex ipsa civitatum anttquarum historia effatum explicetur veterum, quod apud Ciceronem est pro Cluentio, c. 52. Legum omnes servi sumus ut liberi esse possimus und promovierte am 20. Juni 1838 unter Goudoever mit der Abhandlung Diatribe in Pomponium Atticum zum Magister der Philosophie und Doktor der Literaturwissenschaften.
Drei Monate später, am 1. Oktober 1838, wurde er zum außerordentlichen Lehrer am Gymnasium Illustre in Maastricht ernannt, wo er die griechische Sprache unterrichtete. Daneben gab er auch Privatunterricht und fand die Zeit, seine Studien fortzusetzen. Diese Studien waren, angeregt von Heusde, auf die alten Geschichtsschreiber gerichtet. Vor allem auf Gerhard Johannes Vossius Geschichte der griechischen und Lateinischen Sprache, welche von Anton Westermann herausgegeben wurde, legte er besonderen Wert. Zudem widmete er sich der Bearbeitung des Geschichtsschreibers Duris von Samos, aus welcher Beschäftigung das Werk Duridis Samii quae supersunt (Utrecht 1841) entstand. 1844 gab er seine nächsten Werke Ptolomaei Eordaei, Aristobuli Cassandrensis et Charetis Mytelenaei reliquiae sowie disputatio de vita et scriptis Jubae Maurusii heraus und hatte davor eine Disputatio critica de Alexandria Delpho begonnen.
Im Juni des folgenden Jahres wurde er Konrektor des Athenaeum Illustre in Amsterdam. Hier hatte er ebenfalls noch einige Schriften und Beiträge verfasst. So für die Königlich-Niederländische Akademie der Wissenschaften, deren Mitglied er 1856 wurde, und für die Leidener Gesellschaft der Niederländischen Literatur. Seine überaus fruchtbare Tätigkeit als Autor auf dem Gebiet der klassischen Literatur bewirkte am 30. Oktober 1857 eine Berufung als Professor der spekulativen Philosophie und Literatur an die Universität Leiden, welches Amt er am 20. März 1858 Rede de literarum praesertim latinarum apud Romanus studiis, Nerva Trajano impatore antrat. In jener Eigenschaft unterrichtete er vor allem lateinische und griechische Altertümer und verstarb, nachdem noch einige kleinere Werke aus seiner Feder geflossen waren.